# Leopold Pölzl
Leopold Pölzl (* 14. November 1879 in St. Aegyd am Neuwalde, Niederösterreich; † 1. September 1944 in Aussig) war ein tschechoslowakischer Kommunalpolitiker und Dissident.

## Leben

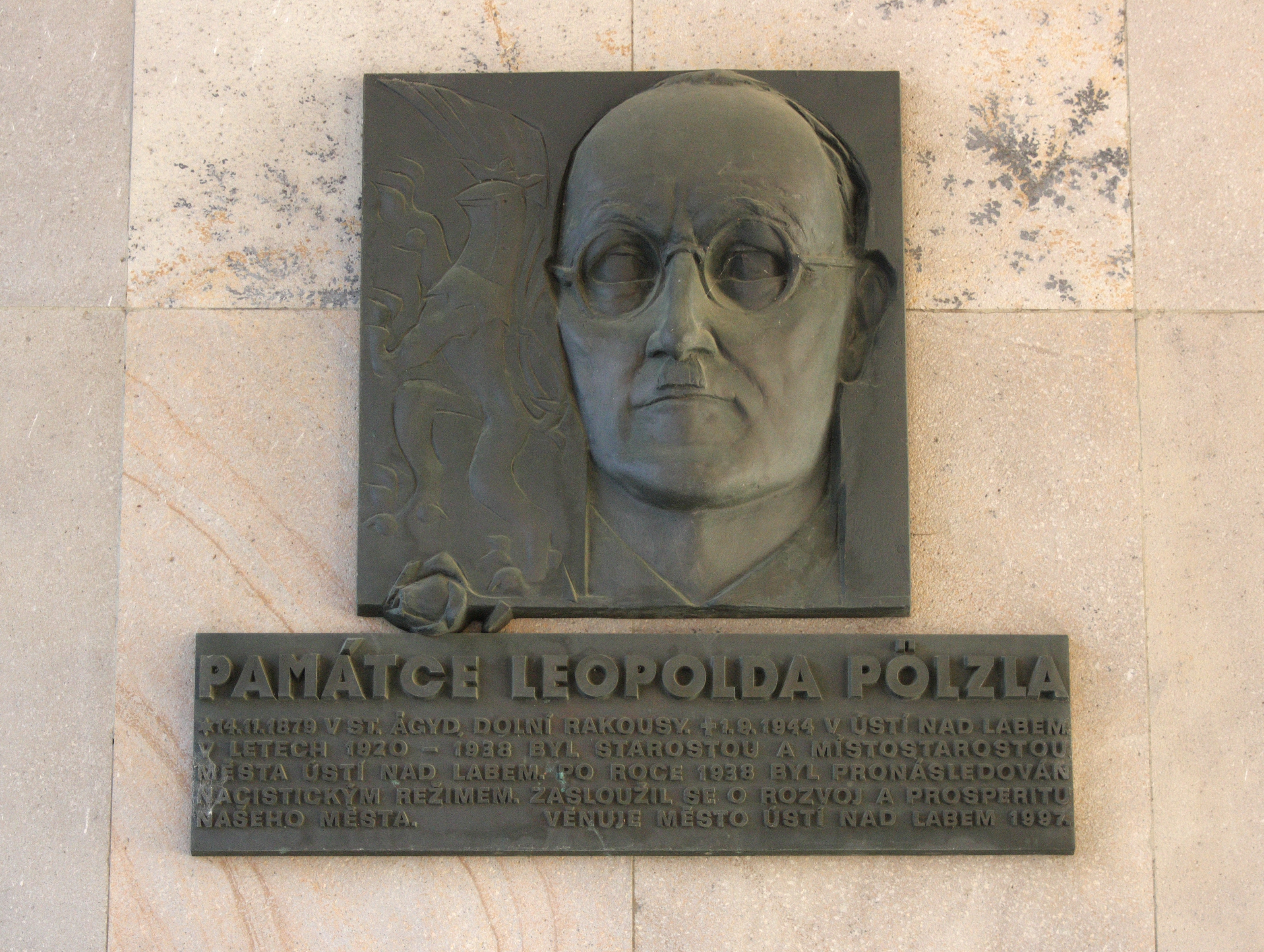
Erinnerungstafel an Leopold Pölzl am Rathaus von Aussig (2017)

Pölzl war der Sohn eines Feilenhauers. Er ergriff den Beruf des Vaters, schloss sich aber der Gewerkschaftsbewegung und der Österreichischen Arbeiterbewegung an. Durch seine Liebe zum Schreiben und den Wunsch die Arbeiterklasse zu emanzipieren gelangte er zum Journalismus. Von 1919 bis 1938 war er für die Deutsche Sozialdemokratische Arbeiterpartei abwechselnd stellvertretender Bürgermeister und Bürgermeister von Aussig. Pölzl bezichtigte das Hitler-Regime öffentlich des Terrors und der Unmenschlichkeit. 
Nach der Eingliederung der mehrheitlich deutschsprachigen Gebiete in das Deutsche Reich infolge des Münchner Abkommens wurde Pölzl im Oktober 1938 verhaftet. Im Gefängnis schnitt er sich nach Folter aus Verzweiflung die Pulsadern auf. Er überlebte diesen Selbstmordversuch. Nach seiner Freilassung lehnte er es ab, in die noch souveräne Tschechoslowakei zu fliehen. Obgleich er weiter von der Gestapo beobachtet wurde, gründete er eine der wenigen Widerstandsgruppen im Reichsgau Sudetenland gegen die Nationalsozialisten. Die Gruppe Leopold Pölzl, wie sie genannt wurde, unterstützte die Familien von Verhafteten, gab Flugblätter heraus und half später Kriegsgefangenen.
Pölzl starb am 1. September 1944 – unter Umständen, die nie geklärt wurden – im Krankenhaus von Aussig. Als er beerdigt wurde, verboten die deutschen Behörden jegliche Traueransprachen. Dennoch kamen mehrere tausend Menschen aus Aussig und Umgebung.

## Nachwirken
Sozialdemokraten aus dem Kreis um Leopold Pölzl verhinderten am 7. Mai 1945 die Sprengung der zwei Elbbrücken und der Elbestaustufe in Aussig.
Am Aussiger Platz in München steht seit 1996 eine Gedenktafel für Leopold Pölzl. In Aussig gibt es seit 1997 eine Gedenktafel am Rathaus. Es gab zudem Bestrebungen, die Dr.-Edvard-Beneš-Brücke in Aussig nach Leopold Pölzl zu benennen.